# Geraldia nuda
Geraldia nuda är en tvåvingeart som beskrevs av Barraclough 1992. Geraldia nuda ingår i släktet Geraldia och familjen parasitflugor. Inga underarter finns listade i Catalogue of Life.